# Divisa Nova
Divisa Nova este un oraș în Minas Gerais (MG), Brazilia.